# Myiopharus niger
Myiopharus niger là một loài ruồi trong họ Tachinidae.